# Ланграйн масковий
Ланграйн масковий (Artamus personatus) — вид горобцеподібних птахів родини ланграйнових (Artamidae).

## Поширення
Ендемік Австралії. Живе у посушливих та напівпосушливих регіонах з наявністю ізольованих дерев. Поодиноких бродячих птахів спостерігали в Тасманії, Норфолку, Лорд-Гаві та Новій Зеландії.

## Опис
Дрібний птах, завдовжки 18—20 см, розмахом крил 32—34 см, вагою 26—42 г. Це птах з міцною зовнішністю, з сплющеною головою, коротким конічним дзьобом, довгими загостреними крилами з дуже широкою основою і коротким квадратним хвостом, а також досить короткими ногами. Вершина голови, шия, спина, крила та хвіст попелясто-сірі. Груди, черевце, стегна та нижня сторона хвоста натомість світліші, сіро-білуватого кольору. Лицьова маска та горло чорного кольору. У самців лицьова маска облямована з боків тоненькою білою смугою. Дзьоб синювато-сірий з чорним кінчиком, очі темно-карі, а ноги — чорнуваті.

## Спосіб життя
Трапляється дрібними зграями. Живиться комахами, переважно летючими. Зрідка поїдає ягоди, фрукти і нектар. Сезон розмноження триває з липня по березень. Може бути два виводки за рік. Утворює моногамні пари. Гніздо у формі сплющеної чашки обоє партнерів будують серед чагарників на висоті 1—2 м над землею. У гнізді 1—4 біло-рожевих яєць з червонувато-коричневими плямами. Інкубація триває два з половиною тижні.